# 1994 dans les chemins de fer
Chronologie des chemins de fer
1993 dans les chemins de fer - 1994 - 1995 dans les chemins de fer

## Évènements
- 1er janvier. Allemagne : naissance de la Deutsche Bahn AG, issue de la fusion de l'ex-Deutsche Bundesbahn avec la Deutsche Reichsbahn de l'ancienne RDA.
- 22 février. Suisse : mise en service de la locomotive électrique Ge 4/4III no 643 baptisée Vals pour le réseau à voie métrique des chemins de fer rhétiques[1].
- 6 mai. France-Royaume-Uni : inauguration du tunnel sous la Manche.
- 3 juillet : Mise en service du barreau d'interconnexion TGV Nord-Sud et prolongement de la LGV Sud-Est jusqu'à Valence, avec aménagement et électrification de la ligne Valence-Moirans, entre Valence et la jonction LGV
- 1er septembre en France : inauguration du tramway de Rouen.
- 5 novembre en France : une crue du Var provoque d’importants dégâts sur la ligne Nice - Digne des Chemins de fer de Provence, emportant la voie en plusieurs points. La circulation est totalement arrêtée.
- 25 novembre en France : inauguration du nouveau tramway de Strasbourg.